# OQ (Unternehmen)
OQ ist ein staatliches omanisches Unternehmen im Bereich Energie, Mineralöl und Chemie. Das Unternehmen entsprang aus der Oman Oil Company (OOC), welche im Zuge zahlreicher Investitionen und Übernahmen von anderen Unternehmen im Jahr 2019 in die Marke OQ umbenannt wurde. Daraus entsprangen zahlreiche Tochtergesellschaften.

## Geschichte
Die Unternehmensgeschichte begann im Jahre 1982 mit der Gründung der Oman Refinery Company (ORC) als erste Erdölraffinerie in Oman. Diese hatte eine anfängliche Kapazität von etwa 50.000 Barrel pro Tag. Im Jahre 1996 folgte die Gründung der Oman Oil Company (OOC) als hundertprozentiges Unternehmen der Regierung von Oman. Daraus entwickelte sich im Jahr 2000 die Oman Gas Company (OGC) und 2003 schließlich die Oman Oil Marketing Company (OOMCO). Die Regierungen von Oman und Indien gründeten 2005 nach eigener Initiative die Oman India Fertilizer Company (OMIFCO), um in Oman die Produktionskapazitäten von Ammoniak und Harnstoff sowie deren Derivate für die Düngemittelproduktion auszubauen. Im gleichen Jahr wurde ebenfalls das Tochterunternehmen Sohar Aluminium Company (SAC) als erste Produktionsstätte für Aluminium in Oman gegründet. 
Im Jahr 2006 wurde die Oman Trading International (OTI) als weitere Tochtergesellschaft gegründet, die vor allem für den internationalen Handel und Vertrieb der Produkte aus der Gas-, Mineralöl- sowie Petrochemieproduktion zuständig war. Nur ein Jahr später erfolgte 2007 der Zusammenschluss der Oman Refinery Company mit der Suhar Refinery Company zu Oman Refineries and Petrochemicals Co. 2009 wurde die Oman Oil Company Exploration & Production (OOCEP) gegründet. Die Oman Oil Company übernahm im Jahr 2010 die Salalah Methanol Company LLC und unterhielt eine hochmoderne Produktionsanlage für Methanol in Salala (Oman) und erwarb 30 % der Vale Oman, eines der weltweit größten Bergbauunternehmen in der Eisenerz-, Nickel- und Pelletproduktion. Im gleichen Jahr wurde ebenfalls die Aromatenanlage der Oman Oil fertiggestellt, was zur Integration der Oman Refineries & Petrochemicals Company, der Oman Polypropylene Company und der Aromatics Oman Ltd. führte. 
Im Jahre 2011 folgte der Zusammenschluss der Unternehmen zur Oman Oil Refineries and Petroleum Industries Company (ORPIC). Diese übernahm 2013 die deutsche Oxea GmbH. In den Jahren 2015, 2017 und 2018 folgten weitere Investitionsprojekte, aus denen sich schließlich im Jahr 2019 die OQ Company bildet.

## Tochtergesellschaften (Auswahl)
- Oman Oil Marketing Company (49 %)[4]
- Salalah Methanol Co (SMC) (90 %)
- Sohar Aluminium Company (40 %)
- Vale Oman Pelletizing Company (30 %)